# 天安乡
天安乡是中华人民共和国海南省东方市下辖的一个乡。

## 行政区划
天安乡下辖以下村级行政区划单位：
安都村、长田村、赤好村、陈龙村、抱由村、天村、布套村、芭蕉村、公爱村、光益村、陀牙村、温村、益公村、陀类村和王沟村。